# Еозинофилна упала плућа
Еозинофилнa упалa плућа (ЕУП), еозинофилна пнеумонија, плућни инфилтрати са еозинофилијом је група ретких инфекција које нападају  плућа. Карактерише је накупљање еозинофила, белих крвних зрнаца у плућима и крви, које изазива  упалу и друга оштећења. Узроци укључују пушење, алергијске реакције и паразитске инфекције. ЕУП се може појавити изненада или се полако погоршати. Лекови могу олакшати симптоме и спречити респираторну инсуфицијенцију.
Еозинофилна  упалa плућа (ЕУП) је група ретких инфекција плућа, код које врста белих крвних зрнаца (еозинофила) се накупља у плућима и крви, изазивајући упалу (оток) и оштећење.
Еозинофилна  упалa плућа  може да погоди било кога у било ком узрасту, са широким спектром узрока који укључују пушење , алергијску реакцију и паразитску болест округлих црва . Ако се не лече, неки случајеви еозинофилне пнеумоније могу довести до тешких компликација као што је респираторна инсуфицијенција. Еозинофилна  упалa плућа према тежини клиничке слије може бити: акутна, када се изненада развија и траје кратко и хронична, када се полако погоршава током дужег периода.
Еозинофилна пнеумонија није заразна. Уз брзу дијагнозу и лечење одговарајућим лековима могу се  санирати сви симптоми и болести и обезбедити потпуни опоравак.

## Физиологија
Еозинофили су један од неколико типова белих крвних зрнаца који подржавају  имуни систем.  Ове ћелије производи  коштана срж (меко ткиво унутар костију)  у малом броју (који је код здраве особа око 1% до 5% од укупног броја белих крвних зрнаца).
Различити фактори могу активирати еозинофиле, посебно одређене супстанце (алергене) које доспеју у респираторни тракт. Алергије, астма, инфекције, одређени лекови, рак и неки паразити који пролазе кроз плућно ткиво у свом животном циклусу (као што су Aspergillus fumigatus и Pneumocystis jirovecii  (Лефлеров синдром)) могу да изазову активацију еозинофила која доводи до повећања њиховог броја и концентрације у плућном ткиву  и лучења различите супстанце (ензиме, цитокине и протеине) за уништавање нездравих ћелија.
Када  организам производи превише еозинофила, у телу се можете развити упала у ткивима или органима.

## Епидемиологија
Еозинофилна упала плућа је ретка болест. Према студији из 2020. године, у медицинској литератури је пријављено мање од 200 случајева АЕУП. Међутим, истраживачи верују да је еозинофилна пнеумонија вероватно недовољно дијагностикована јер њени симптоми подсећају на уобичајене вирусне болести и нека и стања плућа. Благи случајеви могу остати неоткривени, посебно када је узрок непознат (идиопатски), и нису статистички обрађени као ЕУП.
Старосне разлике
Еозинофилна упала плућа погађа људе свих узраста. Из непознатих разлога, већина случајева - и тежих случајева - достиже врхунац током летњих месеци.
Полне разлике
Постоје важне разлике у зависности од типа еозинофилне пнеумоније:
- Акутна еозинофилна упале плућа најчешће се јавља код мушкараца између 20 и 40 година.
- Хронична еозинофилна упала плућа  је чешћи код жена између 30 и 50 година.

Фактори ризика
У моменту разбољевања већина пацијенат са АЕУП су пушачи, а већина пацијената са ХЕУП су непушачи. Више од половине оболелих има алергијске болести, укључујући астму, екцем (атопијски дерматитис) или алергијски ринитис (пелудна грозница).

## Етиологија
Еозинофилна упала плућа има много узрока, како заразних тако и неинфективних, од којих су неки за сада непознати. Постоји извесна сумња да је барем акутни облик резултат одговора тела на неки неидентификовани агенс из околине.
Уобичајени познати узроци укључују:
- алергијске реакције.
- гљивице (обично аспергилоза ).
- удахнути токсини, као што су хемијска испарења или честице метала (који се налазе у ваздуху) или прашина.
- лекове, укључујући најчешће коришћене антибиотике, нестероидне антиинфламаторне лекове (НСАИД) или селективне инхибиторе поновног преузимања серотонина (ССРИ).[8]
- пушење дувана, посебно код пацијената који су променили навике пушења цигарета (почели да пушите први пут или пуше чешће).[9]
- аутоимуне болести или инфламаторне болести.

ЕУП се такође може развити као резултат инфекције, обично укључујући паразите. Ретко се јавља  код људи са ковидом19.

## Патофизиологија
Еозинофилна пнеумонија се може развити на неколико различитих начина у зависности од основног узрока болести. Еозинофили играју централну улогу у одбрани тела од инфекције паразитима. Многе болести, као што су астма и екцем, настају када еозинофили претерано реагују на окидаче из околине и ослобађају вишак хемикалија, на пример, цитокина и хистамина. Заједничка карактеристика међу различитим узроцима еозинофилне пнеумоније је прекомерна реакција еозинофила или дисфункција у плућима.

### Лекови и изложеност животној средини
Лекови, злоупотреба супстанци и изложеност околини могу изазвати дисфункцију еозинофила. Лекови као што су нестероидни антиинфламаторни лекови (нпр. ибупрофен), нитрофурантоин, фенитоин, Л-триптофан, даптомицин и ампицилин, као и лекови за злоупотребу као што су инхалациони хероин и кокаин могу да изазову алергијски одговор који доводи до пнеумонифилије.
Хемикалије као што су сулфити, алуминијум силикат и дим цигарета могу изазвати еозинофилну упалу плућа када се удахну. Тако не нпр. ватрогасац из Њујорка развио еозинофилну упалу плућа након удисања прашине из порућеног Светског трговинског центра 11. септембра 2001. године.

### Паразитске инфекције
Паразити изазивају еозинофилну упалу плућа на три различита начина. Паразити могу или да нападну плућа, да живе у плућима као део свог животног циклуса или да се шире у плућа крвотоком. Еозинофили затим мигрирају у плућа како би се борили против паразита и изазивају еозинофилну упалу плућа када испусте свој садржај. Важни паразити који нападају плућа укључују плућне метиље Paragonimus и тракавицу Echinococcus и Cysticercosis. Важни паразити који насељавају плућа као део њиховог нормалног животног циклуса укључују црве (хелминте) Ascaris lumbricoides, Strongyloides stercoralis и анкилостоме Ancylostoma duodenale и Necator americanus. Када је еозинофилна пнеумонија узрокована хелминтима, често се назива "Лефлеров синдром". Последња група паразита изазива еозинофилну упалу плућа када се њихова јаја крвотоком преносе у плућа. Ово може укључивати Trichinella spiralis, Strongyloides stercoralis, Ascaris lumbricoides,, анкилостоме и шистозоме.
- Неки од паразита који иззазивају ЕУП
- Paragonimus
- Ascaris lumbricoides
- Strongyloides stercoralis (ларва)
- Ancylostoma duodenale
- Trichinella
- Necator Americanus

### Врсте
Постоје три главне врсте еозинофилне упале плућа, а то су:
- Акутна еозинофилна упале плућа (АЕУП): Овај тип се брзо погоршава како ниво кисеоника у крви пада. Већина пацијената са АЕУП се потпуно опоравља након лечења.
- Хронична еозинофилна упала плућа (ХЕУП): Овај тип упале плућа се полако погоршава, током неколико дана или недеља. Ако се не лечи, може трајати недељама или месецима и довести до озбиљних симптома.[14]
- Лефлеров синдром (једноставна плућна еозинофилна упала, или синдром еозинофиле упале плућа (СЕУП).[15] Овај облик еозинофилне пнеумоније не мора изазвати симптоме или  може изазвати само благе симптоме као што је сув кашаљ. СЕУП се јавља због паразитске инфекције (црви ). Са лечењем, стање се обично решава у року од месец дана.

## Клиничка слика
Клиничка слика ЕУП може  укључивати било који од следећих симптома:
- бол у грудима
- суви кашаљ
- грозница
- опште лоше осећање
- убрзано дисање
- осип
- кратак дах
- свирање у грудима (визинг)

Симптоми могу варирати од благих до озбиљних, а могу се нормализовати и без лечења.

## Дијагноза
Еозинофилна упала плућа се дијагностикује у једној од три околности, када:
- комплетна слика крвних зрнаца открије повећане еозинофиле
- рендгенски снимак грудног коша или компјутеризована томографија идентификује абнормалности у плућима,
- биопсија идентификује вишак еозинофила у плућном ткиву, или када је превише еозинофила у плућима  у течности добијеној бронхоскопијом .

Специфичне паразитске инфекције се дијагностикују након што се испита изложеност особе уобичајеним паразитима и ураде лабораторијски тестове како би се открио вероватни узрок.
Ако се не пронађе основни узрок, дијагноза се поставља на основу следећих критеријума.
Акутна еозинофилна упала плућа је највероватније удружена са респираторном инсуфицијенцијом након акутне фебрилне болести која траје обично мање од недељу дана, присутне су промена у више области и течности у области која окружује плућа (установљено на рендгенском снимку грудног коша) и више од 25% еозинофила. Друге типичне лабораторијске абнормалности укључују повећан број белих крвних зрнаца, брзину седиментације еритроцита и ниво имуноглобулина Е.
Хронична  еозинофилна упала плућа  је вероватно присутна када  симптоми болести трају дуже од месец дана. Типични лабораторијски тестови за  укључују превише еозинофила у крви, високу стопу седиментације еритроцита, анемију због недостатка гвожђа и повећање тромбоцита . Рендгенски снимак грудног коша може показати абнормалности било где, али најспецифичнији налаз је увећана сенка на периферији плућа, далеко од срца.

## Диференцијална дијагноза
Еозинофилна упала плућаукључује симптоме који подсећају на многе уобичајене вирусне болести и респираторна стања, што отежава прецизно постављање дијагнозе. Ове болести и стања укључују:
- синдром акутног респираторног дистреса (АРДС ).
- астму,
- Чарг—Штраусов синдром (данас, еозинофилна грануломатоза са полиангиитисом (ЕГПА) .
- упала плућа.

## Терапија
Благи случајеви ЕУП  можда неће захтевати лечење, док је тежим и хронични болесницима  може бити потребно дуже лечење. Како понекад лек који се узимате изазива ЕУП, лекар ће пацијенту препоручити да престанете да узимате тај лек.
Ако је потребно лечење, здравствени радници лече три главна типа еозинофилне упале плућа користећи лекове за управљање основним узроком и његовим симптомима.
Кортикостероиди за смањење отока (упале) су стандардна терапија и веома ефикасни.
У тешким случајевима АЕУП  могу се применити друге третмане за спречавање респираторне инсуфицијенције:
- додатна терапија кисеоником
- глукокортикоиди (врста кортикостероида).

Људи са ХЕУП често морају да узимају стероиде током дужег периода, обично месецима.

## Прогноза
Опоравак од еозинофилне упале плућа зависи од врсте и тежине болести. Многи оболели са акутном еозинофилном упалом плућа брзо се опорављају, понекад у року од 48 сати након терапије стероидима. Док је већини оболелих потребно од једне до две недеље да се потпуно излече. Већина оболелих који добију хитан третман за еозинофилну упалу плућа имају одличну прогнозу. Лекови за АЕУП могу драматично олакшати симптоме и довести до потпуног опоравка.
Ако болује од хроничне еозинофилне упале плућа, пацијент ће вероватно користити орални стероид (преднизон) током дужег периода - месецима или чак годинама. Такође може користити  терапију за било која основна стања као што је нпр. астма. Више од 50% оболелих од ХЕУП доживе поновну појаву болести (релапс) која захтева дужи третман стероидима, понекад  и више пута.  током целог живота како би се симпптоми хроничне еозинофилне упале плућа ублажили.